# 페데리코 호라시오 라엔스 마르티노
페데리코 호라시오 라엔스 마르티노(Federico Horacio Laens Martino, 1988년 1월 14일 ~ )는 우루과이 출신의 축구 선수이다.

## 클럽 경력
2013년 성남 일화 천마에 입단하여 한 시즌 동안 활약하였다. 당시 등록명은 라엔스를 사용하였고 포지션은 공격수였다.
리그와 리그컵 등 K리그 공식 경기에는 출전하지 못 하였다.